# Croton ambanivoulensis
Espèce
Croton ambanivoulensis est une espèce de plantes à fleurs du genre Croton et de la famille des Euphorbiaceae, originaire de l'est de Madagascar.
Il a pour synonyme :
- Croton dissimilis, Baill., 1890
- Oxydectes ambanivoulensis, (Baill.) Kuntze